# Chionachne cyathopoda
Chionachne cyathopoda là một loài thực vật có hoa trong họ Hòa thảo. Loài này được (F.Muell.) F.Muell. ex Benth. mô tả khoa học đầu tiên năm 1878.